# 1973年香港股災
1973年香港股災，又稱七三股災，是英屬香港在1970年代初發生的一次股災，亦是香港股市史上最大規模的股災，恆生指數於一年內大跌超過9成，這次與1960年代及之前的香港股災不同，1970年代初的香港股票市場及股票買賣已經面向各階層的香港市民，所以這次也是香港股票投資買賣普及化後的首次股災，也因此有數以萬計的市民受到股災的衝擊而破產，甚至繼而自殺。

## 歷史

### 1960年代晚期經濟高增長
1967年香港股市在六七暴動期間的炸彈浪潮下經歷六七股災，恆生指數在1967年8月31日下挫至58.61點的歷史最低位收市，同年年尾暴動漸被平息，香港經濟很快便恢復並維持高增長，1967年年末恆指收報66.92點，雖然全年仍是下跌16%，但較8月尾的低位反彈超過一成，顯示恆指已擺脫六七股災的陰霾，恆生指數在隨後的1968年總體維持升勢，並且扭轉過往三年的持續跌勢，1968年12月的最後一個交易日以107.55點收市，全年上升超過60%，緊接的1969年亦全年上升44%，年終收報155.47點。1960年代後期香港經濟起飛，香港實際經濟在1966至1977年期間年均增長約8.2%，雖然在1967年及1974年香港經濟受到衝擊，但其後以雙位數增長收復失地，香港人均GDP從1966年的3,055港元增至1977年的5,850港元，若以美元幣值計算，香港人均GDP在這十年間由685美元增至3,429美元（當年未實施聯繫匯率，港元兌美元的匯價與現時不同）。隨著香港經濟在1960年代後期步入高增長期，市民的收入增加並漸漸累積財富，開始尋找投資及資產增值的機會，本地企業也紛紛申請在交易所上市募集資金，香港股票交易市場的發展在1960年代末期開始漸見規模，跨國銀行及金融機構陸續在香港設立經營點，香港的金融中心地位亦漸具雛形，1973年10月香港總督麥理浩爵士在《施政報告》中首次提及要將香港發展為區域金融中心，不過香港發展成金融中心的過程並非一帆風順，因為其時香港已處於七三股災，並且要到1974年年尾才跌至這次股災的低位。

### 兩年半內有三間新交易所開業
香港在早年僅有一間主要由英籍歐裔人士管理及主要由英資企業上市買賣股票的「香港證券交易所」（Hong Kong Stock Exchange Limited）獨市經營，當年「港交所」的簡稱便是指這間在香港唯一的證券交易所。香港證券交易所對於公司申請上市的門檻很高，規模比不上英資大企業的港資及華資公司要成功在香港證券交易所掛牌十分困難。香港證券交易所在1967年六七暴動期間曾經一度採取停市措施，但這個安排引發部分投資者不滿。此外，該交易所的證券交易及文書大部分是英語，除了外籍人士，當年就只有較富裕及教育水平較高的華人會投資股市，佔人口最多的一般香港華人居民不易參與證券買賣。由於當年沒有法律規定證券交易所的數量及經營證券交易所前須要事先批准，因此當時香港有一群華人證券經紀暗中籌建一間面向華人的證券交易所。1969年12月17日，由李福兆牽頭一群華人經紀籌辦的「遠東交易所」（Far East Exchange Limited）正式開業，由此開啟了普羅市民參與投資及買賣證券的時代，公衆投資股市的風氣日益盛行，恆指於同年12月29日便創下160.05點的當年新高。其後香港股市節節上升，不足兩年上升1.5倍，於1971年9月20日創下406.32點新高，並吸引更多市民投入股票市場。
其後，另外再有兩間以華人為主要對象的交易所先後成立。1971年3月15日由當時的金銀業貿易場理事長胡漢輝等倡議的「金銀證券交易所」（Kam Ngan Stock Exchange Limited）開業，1972年1月5日由陳普芬等人創辦的「九龍證券交易所」（Kowloon Stock Exchange Limited）成立。遠東、金銀證券及九龍證券，這三間交易所在1969至1972年間開業，普羅市民因而遠較過往容易參與證券投資及買賣，以散戶形式投入股票市場的市民大幅增加，公司申請上市的門檻也大為降低，民間買賣證券在數年間於香港迅速普及化。不過新成立的華資證券交易所之間的競爭卻十分激烈，爲了爭取市場主導地位、擴大資本及佣金收入，需要爭取更多公司在自己的交易所掛牌上市，華資證券交易所對於申請掛牌上市的公司都缺乏適當的審查，因而帶來很高的投資風險及監管上的種種問題。在國際上一個大城市甚至乎一個國家通常都只得一間證券交易所，而香港卻在1969年12月至1972年1月的短短兩年多內便有三間證券交易所開業，有四間證券交易所同時運作，由此可見香港證券市場之熾熱程度，股民更在短短數年間大幅增加，踏入全民炒股的時代。
由新界鄉事領袖陳日新創辦的「亞洲證券交易所」於1973年1月20日註冊成立，其在北角屈臣氏大廈B座11樓的交易大堂裝修工程已接近尾聲，該交易所的副主席楊志剛宣稱將會在1973年2月19日正式開幕，但此時香港已有四間證券交易所，財政司夏鼎基決定介入，不讓第五間證券交易所開業，縱使亞洲證券交易所如期開幕，但一直重門深鎖沒有正式運作。港府為避免有更多證券交易所被開設，因此頒布《1973年證券交易所管制條例》（The Stock Exchange Control Ordinance），1973年3月2日起，經營未經港督或財政司認可的證券交易所之人士將會被檢控，以管制證券交易所的數量，至此，香港證券交易所、遠東交易所、金銀證券交易所及九龍證券交易所，這四間證券交易所形成「四會」的局面，一直維持至1986年「四會合併」爲香港聯合交易所為止。

### 置地飲牛奶事件
恆生指數由406.32點調整至1972年1月27日的323.95點後，很快又扶搖直上，到1972年12月29日上升至843.40點，不足一年時間上升1.6倍，期間有多間現時是藍籌股的地產公司上市，值得一提的是華資「地產五虎」即長江實業、新鴻基地產、恆隆地產、合和實業、大昌地產。當中以長江實業及新鴻基地產的發展最為突出，前者後來多次挑戰英資地位，後來更超越置地成為香港最大型地產商。
1972年10月30日發生香港開埠以來最大規模的公司收購戰，置地尋求取得牛奶公司的控股權，以取得牛奶公司設於港九新界的冷藏庫、製冰廠及薄扶林牧場，作為日後發展地產項目的地皮，但被牛奶公司的大股東周錫年爵士拒絕。爲阻止置地從股票市場大手掃入牛奶公司的股份從而奪得公司的控制權，周錫年夥拍地產商華懋的董事會主席王德輝，嘗試說服其他股東牛奶公司將來也會與地產商合作發展地產項目為公司股份增值，以避免小股東向置地出售持有的股份，並且從市場上回購牛奶公司的股份。另一方面，置地以兩股面值5元的現金，交換牛奶公司股東手上每股面值7元5角的股份，藉此收集牛奶公司在市場上的股份，雙方又於報章打廣告戰，成爲轟動市場的「置地飲牛奶」敵意收購事件。期間在香港證券交易所上市的置地及牛奶公司的股價被大幅搶高，由於兩者皆為恆指成分股，前者在當年更是龍頭地產商，對恆指升跌舉足輕重，因而導致恆生指數急升。
由於股市自1967年年尾起總體維持上揚，每年的升幅最少三、四成，1971年單年上升超過60%，幾乎所有股民入市後都有所斬獲，各類公司也紛紛趁股市熱在交易所掛牌上市，每當有新股發行必定有大批股民追捧及大幅超額認購，各類股份的股價亦被搶高，推升恆指後，股民賬面身家膨脹，進而吸引更多市民投身證券買賣。在此期間，有傳聞指外資投機集團利用香港股民對股市運作缺乏認識，透過財技在市場製造炒風，即所謂「過江龍飽食遠揚」事件。此外，因爲當時對於公司申請上市缺乏足夠監管，大量空殼公司通過上市集資「混水摸魚」，還有人利用科技名詞爲缺乏實際業務的公司進行包裝，然後在交易所掛牌上市，而股民又未有先了解相關公司的背景，便蜂擁入市，最典型的例子莫過於有「香港黐線」（粵語「黐線」即是「發瘋」的意思）之稱的「香港天線」於1972年12月5日在九龍證券交易所掛牌上市，創辦「香港天線」的同一夥人又成立「香港電腦」及在九龍證券交易所掛牌上市。

### 恆指由狂升至暴跌
香港證券市場在進入1973年後繼續瘋狂，港府為冷卻火熱的股市，曾經出動消防員以《消防條例》禁止股民進入在中環華人行內的「遠東交易所」買賣股票，即所謂的「消防員到交易所『救火』」。當時在香港的大街小巷亦可感受到熾烈的股票投機氣氛，股民在賬面身家暴漲下，情緒處於亢奮狀態，香港市面出現如「溏心鮑魚煲粥」、「魚翅撈飯」、「用龍蝦做早餐」、「用老鼠斑打魚蛋」、「用大牛點煙（使用港幣500元鈔票燃點香煙）」、股民辭工全職炒股、教師在上課時用收音機收聽股市節目等，各種「股市病」的瘋狂現象。
隨着牛奶公司收購戰進入高潮，置地宣佈一送五紅股，藉此提升爭奪牛奶公司的資本，但此舉被認為是利用廣大股民對股票市場的基本運作沒有足夠的認知，由於當年的股民普遍缺乏「除息」、「除權」等概念，不了解送紅股後股價也會作相應的下調，以爲置地送紅股是送大禮，股民於是爭相搶購置地股份，加上當年使用紙本股票，也未有自動化交易系統，股票過戶需時，大量置地股份被凍結，形成置地股份遠遠供不應求的市場假象，使股價大幅被炒高，置地股價由12元被炒至歷史新高67元，同時帶動恆生指數大幅上揚。恆生指數在1973年的首三個月內上升1.1倍，於1973年3月9日恆指上升至1774.96點的新高位。可是當置地股份除權時股價便由高位調整至六分之一，再加上市場出現假冒的合和實業股票，股民擔心所持有的票據淪為廢紙，引起市場恐慌。港府此時又出招冷卻過熱的股市，稅務局突然在4月4日於各大報章刊登「買賣股票之盈利須繳納『資本增值稅』」的告示，市民對持有股票的信心再受到打擊，開始拋售股票。至1973年7月，恆指跌穿500點，在4個月間下挫超過70%，其後又受到加息影響，至1973年底，恆指跌至433.7點，較高位下跌75%，可是跌勢未止。
1973年10月阿拉伯國家攻打以色列觸發贖罪日戰爭，中東地區的伊斯蘭國家爲抵制支持以色列的歐美國家，沙特阿拉伯為首的石油輸出國組織宣布實施石油禁運，引發第一次石油危機，1974年因爲能源短缺，油價飆升三倍，歐美多個國家都需要汽油配給，香港也需要實施「燈火管制」，限制非必要用電，高油價導致全球經濟放緩及需求萎縮，香港經濟的增長率由1973年的12.3%大幅下挫至1974年只增長2.3%，恆指在內外負面因素的影響下越跌越多。和記洋行受到股災波及，由高位44元下跌至不足2元。1975年9月，和記國際召開股東大會，董事局要求股東供股以解除公司當時面對的財政危機，但被匯豐銀行所代表的股東否決，和記國際面臨被債權人在法庭申請強制清盤，在無可選擇的情況下，董事局被迫接受匯豐銀行的建議，由匯豐銀行注資1.5億港元收購和記國際33.65%的控股權，匯豐銀行成為和記國際的大股東，由有「公司醫生」之稱的韋理（W. R. A. Wyllie）入主整頓。

### 後續影響及發展
恆生指數在1974年1月起至12月初持續下跌，至1974年12月10日下跌至150.11點，年內累計下跌65%，只及1969年時的水平，若從1973年3月9日的高位1774.96點計算，跌幅更達91.54%，香港經濟隨後復甦，恆指在1975年大幅回升104.55%至350點，之後除1977年外至1980年都有雙位數升幅，1979年更上升77.47%，在1981年突破七三股災前的1774.96點高位，於7月17日高見1810.20點，可是當晚香港銀行公會增加最優惠利率，之後恆指便開始下跌，進入熊市，1981年9月恆指跌勢轉急，至同年10月5日，恆指跌至1100點的水平，完成熊市第一期。隨後的9個月，恆指反彈，每次升至1450（即反彈之前跌蝠約一半）便遇上阻力，在1100至1450點之間上落，以長方形方式運行熊市第二期。經過中期反彈，到1982年夏季，香港九七前途問題的困擾逐漸浮現，樓市下跌，恆指跌勢再現，進入熊市第三期，至1982年9月下旬，英國首相戴卓爾夫人訪問中國後，恆指因為香港前途問題而跌勢轉急，至1982年12月2日更低見676點，年內下跌44.24%，較1981年的高位跌超過60%，香港股市隨後有所反彈，但仍然受到九七前途問題的負面因素影響，恆指在1100水平（即1981年10月熊市第一期底部）以下大幅浮沉，1983年9月港元下跌至1美元對9.6港元，10月上旬恆指曾低見690點的水平，港府為避免港元匯價繼續下跌，財政司彭勵治於同年10月宣布香港實施聯繫匯率，港元匯價才穩定下來，恆指在1983年年尾起略為回升，香港九七前途問題的不明朗因素於1984年12月19日簽署《中英聯合聲明》而有所消退，有助投資者作出部署。
1986年四間證券交易所實施「四會合併」成為香港聯合交易所，又推出恆生指數期貨及引入外資經紀行，恆指恢復升勢，在1986年12月以2568.30點年結。不料翌年再發生八七股災，恆指於1987年10月19日急跌11%，再於10月26日急瀉33.33%，恆指隨後反彈，至同年12月7日低見1894點，至1989年5月15日曾反彈至3300點以上，但受到中國民運局勢惡化的影響，1989年5月22日及5月25日恆指大跌，1989年6月4日更演變爲六四清場，1989年6月5日爲六四事件後首個交易日，恆指急瀉超過20%，成為1987年10月的八七股災後最大的單日跌幅，至1989年6月6日復見近2000點的水平，短短3星期跌去超過三份之一，回到1987年12月時的水平，但沒有跌穿1894。1990年7月下旬，恆指曾升至3500點以上，可是受到伊拉克入侵科威特及後續的海灣戰爭影響，1990年8月恆指再現小股災，曾跌回2800點水平，高位回落超過20%，恆指要到1991年7月才突破4000點。
七三股災前瘋狂的股市熱，兩年半間有三間證券交易所開業，引發激烈競爭，而當年的監管未能即時配合香港證券市場的急速發展，為日後香港證券市場帶來不少後遺症，由於當年對公司申請上市的監管不足，許多公司經過包裝後便能在交易所上市，「香港天線」便是其中的一個例子，由於其時有大量質素參差的公司上市，到七三股災後有不少公司因種種原因，股價一沉不起，但這類「殼股」公司卻成為部分尋求上市的公司借殼上市的收購對象，以規避上市審查及聆訊，如「佳寧集團」便是通過收購在1973年3月上市的「美漢企業」而成為上市公司，再發行新股集資，後來引發「佳寧案」，股民同樣血本無歸，借殼上市的漏洞至2019年才通過修改《上市規則》而有所收緊。

## 外部連接
- 馮邦彥，（2002年），《香港金融業百年》 （页面存档备份，存于），三聯書店（香港）有限公司。
- 藍潮，（1997年），《香港股市風雲》 （页面存档备份，存于），名流出版社，1997年9月。
- 藍潮，（1997年），《香港商戰風雲錄 1 》 （页面存档备份，存于），名流出版社，1997年6月。
- 呂志華，（1992年），《香港股災重溫》 （页面存档备份，存于），明窗出版社。